# بیغ لونغ سلیدین' ثينغ
«بیگ لنگ سلیدین' تهنگ» هي أغنية إيقاع وبلوز تعود لعام 1954 كتبها إيدي كيركلاند ومامي توماس، وغنتها دينا واشنطن، ونسقتها كوينسي جونز. تم تغطيته من قبل عدد من الفنانين المختلفين.

## استماازدواجية الاستماع

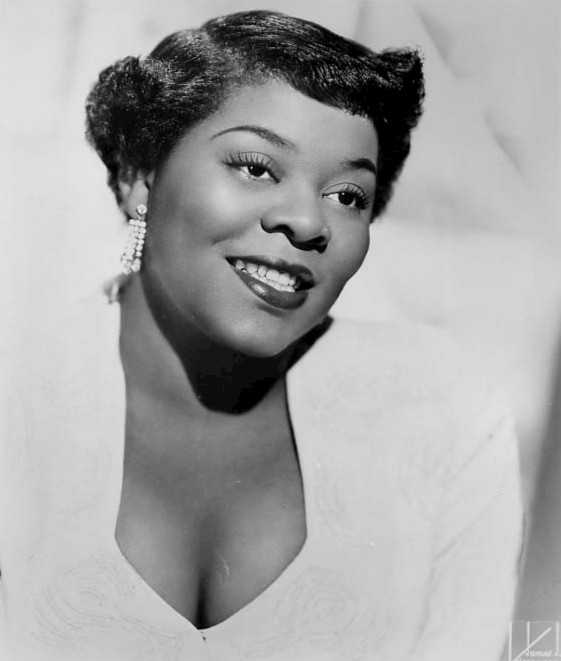
دينة واشنطن عام 1952

الأغنية كتبها إدي كيركلاند ومامي توماس. يتم تذكرها بسبب كلماتها الجنسية المزدوجة، في إشارة إلى صديق المغني الترومبون ومهاراته في العزف على آلته. تصف الكلمات بحث المغنية في كل حانة وهونكي تونك عن رجلها الذي يعزف على الترومبون «مع ذلك الشيء الكبير الذي ينزلق طويلًا». تصادف عازف جيتار يربط مضخم غيتاره في «قابسه» ثم «يلصقه» و «يغمره»، لكنه ليس «جيدًا بما فيه الكفاية» لأنها تحتاج إلى والدها بهذا «الشيء الكبير الطويل المنزلق». عازفة بيانو تقترح «تينكلين» على مفاتيح البيانو، لكنها تريد والدها. تصف كيف يمكنه «النفخ من هنا» أثناء تحريك إصبعه وإبهامه، و «حركهما إلى أعلى» ثم «حركهما مرة أخرى».
عند إصدارها، تسببت الأغنية في غضب بسبب كلماتها الموحية جنسيًا. وتوقعت إحدى الصحف أنه «من المحتمل أن يتم حظره في بوسطن وعلى الشبكات».
في عام 2014، صنف Salon «بیگ لنگ سلیدین' تهنگ» كواحد من أعظم 19 أغنية مزدوجة في كل العصور.
تم تخصيص السجل لصديق واشنطن وعازف الترومبون، جوس تشابيل. ومع ذلك، بعد ثلاثة أشهر من إطلاق الأغنية، أصيبت واشنطن عندما ضربها تشابل على رأسها بمنصة موسيقية.

## إصدارات
تم تسجيل الأغنية لأول مرة بواسطة Dinah Washington وتم إصدارها في عام 1954 كأغنية فردية في Mercury Records. كان أول تعاون بين واشنطن وكوينسي جونز. أعيد إصدار النسخة الأصلية لواشنطن في عام 1992 على القرص المضغوط الخاص بـ Rhino Records، Risque Rhythm، مجموعة من أغاني R & B الكلاسيكية التي تحتوي على كلمات موحية جنسيًا.

### أغلفة
غطت الأغنية لاحقًا العديد من الفنانين، بما في ذلك:
- ميشيل ويلسون عن Evil Gal Blues (1994) [9]
- ميراندا لويز على الوجه في أحلامي (1997) [10]
- ساندرا هول في قطرة واحدة سوف تفعل أنت (1997) [11]
- فرقة Randy Oxford في المهرجان وتعلمك درسًا [12][13]
- دينيس بيرييه على Live at Yoshi's: Blue Monday Party (2004) [14]
- جيني لامبرت في جيني ology (2005) [15]
- كريستي أجي على استخدام ما حصلت عليه (2006) [16]
- كاندي كين على أرجوحة هزلية (2011) [17]
- إنجريد لوسيا والنيوترينوات الطائرة على لا تتوقف (2007) [18]

بالإضافة إلى ذلك، افتتح فيلم A Mad World، My Masters الذي قدمته شركة Royal Shakespeare Company عام 2013 في مسرح Swan، ستراتفورد أبون آفون، مع ليندا جون بيير، بدعم من فرقة موسيقى الجاز، وغناء "Big Long Slidin 'Thing" في ملهى ليلي يشار إليه باسم نادي فلامنغو.